# Hermann Schrader (Politiker)

Hermann Schrader als Student in Göttingen im Jahre 1864

Bürgermeister-Schrader-Denkmal in Neuhaus

Hermann Schrader (* 12. Juni 1844 in Braunschweig; † 12. September 1899 in Holzminden) war Bürgermeister von Holzminden (1878–1899) sowie Abgeordneter im Braunschweigischen Landtag (1884–1889 und 1893–1895).

## Leben
Hermann Schrader wurde 1844 in Braunschweig als Sohn des dortigen damaligen Landesökonomie-Kondukteurs, nachmaligen Landesökonomie-Kommissarius August Schrader in Holzminden, geboren. Er besuchte das Holzmindener Gymnasium von 1854 bis zur Reifeprüfung 1862.
Danach studierte er Rechtswissenschaften an der Georg-August-Universität Göttingen und später in Heidelberg. In Göttingen trat er im Sommersemester 1864 in die Verbindung Holzminda ein. Er bestand die juristischen Prüfungen 1866 und 1872.
Am 1. Mai 1872 wurde er beim Herzoglichen Stadtgericht in Braunschweig als Assessor angestellt, am 1. Januar 1873 in gleicher Eigenschaft an das Herzogliche Amtsgericht in Stadtoldendorf versetzt und im Mai 1878 zum Bürgermeister der Stadt Holzminden gewählt, welchen Posten er von Juni 1878 bis zu seinem Tode am 12. September 1899 bekleidet hat. Er legte in seiner Amtszeit den Stadtpark von Holzminden an.
1884–1889 und 1893–1895 war er Mitglied der Braunschweigischen Landesversammlung. Außerdem war er viele Jahre Mitglied des Kreisausschusses und der Kreisversammlung. Nach Gründung des Solling-Vereins war er dessen erster Vorsitzender. Sein Begräbnis fand am 15. September 1899 in Holzminden statt.

## Ehrungen
- Nach Hermann Schrader wurde die Bürgermeister-Schrader-Straße in Holzminden benannt.
- Gedenkstein mit Bronzebildnis Schraders im Stadtpark von Holzminden (12. Juni 1901)
- Bürgermeister-Schrader-Denkmal in Neuhaus im Solling (8. Mai 1902)[3]
- Bronzetafel im Sitzungssaal des Rates